# GPT-4o
GPT-4o (GPT-4 Omni) és un transformador generatiu pre-entrenat multilingüe i multimodal dissenyat per OpenAI. Va ser anunciat per la directora de tecnologia d'OpenAI, Mira Murati, durant una demostració en directe el 13 de maig de 2024 i es va publicar el mateix dia. GPT-4o és gratuït, però amb un límit d'ús 5 vegades superior per als subscriptors de ChatGPT Plus. Pot processar i generar text, imatges i àudio. La seva API és el doble de ràpida i té la meitat del preu del seu predecessor, GPT-4 Turbo. El febrer de 2025 es va presentar la nova versió GPT-4.5, que incorpora millores significatives.

## Antecedents
Originalment, diverses versions de GPT-4o es van llançar en secret amb diferents noms al bot de conversa Arena de la Large Model Systems Organization (LMSYS) com a 3 models diferents. Aquests 3 models es van anomenar gpt2-chatbot, im-a-good-gpt2-chatbot i im-also-a-good-gpt2-chatbot. El 7 de maig de 2024, Sam Altman va tuitar "im-a-good-gpt2-chatbot", que s'interpretava habitualment com una confirmació que es tractava de nous models OpenAI que s'estaven provant.

## Capacitats
GPT-4o va aconseguir resultats d'última generació en trets de veu, multilingüisme i visió, establint nous rècords en reconeixement de veu i traducció d'àudio. GPT-4o va obtenir un 88,7 en la comparativa Massive Multitask Language Understanding (MMLU) en comparació amb el 86,5 de GPT-4. A diferència de GPT-3.5 i GPT-4, que depenen d'altres models per processar el so, GPT-4o admet de manera nativa el veu a veu, fent que la resposta sigui gairebé instantània i perfecta. Sam Altman va assenyalar el 15 de maig de 2024 que les capacitats de veu a veu del GPT-4o encara no estaven integrades a ChatGPT i que encara s'estava utilitzant la versió antiga.
El model admet més de 50 idiomes, que OpenAI afirma que cobreixen més del 97% dels parlants. Mira Murati va demostrar la capacitat multilingüe del model parlant italià amb el model i fent-lo traduir entre l'anglès i l'italià durant l'esdeveniment de demostració d'OpenAI en directe el 13 de maig de 2024. A més, el nou tokenitzador utilitza menys fitxes per a determinats idiomes, especialment idiomes que no es basen en l'alfabet llatí, el que fa que sigui més barat per a aquests idiomes.
GPT-4o incorpora coneixements fins a l'octubre de 2023 i té una longitud de context de 128.000 fitxes amb un límit de testimonis de sortida de 2.048.
A partir del maig de 2024, és el model líder en el sistema de puntuació Elo Arena de LMSYS de la Universitat de Califòrnia, Berkeley.